# Prunus subglabra
Prunus subglabra — вид квіткових рослин з родини трояндових (Rosaceae). Ареал охоплює такі країни: Філіппіни.

## Середовище
Вид може рости в мохових лісах на висоті до 2500 метрів над рівнем моря. Фенологія виду не була добре задокументована, але, виходячи зі зібраних зразків, вид зав'язує плоди в січні. Вид обмежено поширений лише в провінції Бенгет, якій загрожує постійна втрата площі та якості її природного середовища існування, що переважно спричинене зміною сільського господарства, урбанізацією та вирубкою лісів. Це підтверджується аналізом Глобального лісового спостереження за 2020 рік, згідно з яким з 2001 по 2019 рік у Бенгеті було втрачено 2700 гектарів деревного покриву, де спостерігалася поширеність виду.

## Морфологічний опис
Це невелике дерево заввишки близько 7 метрів.